# Monica von Rosen Nestler

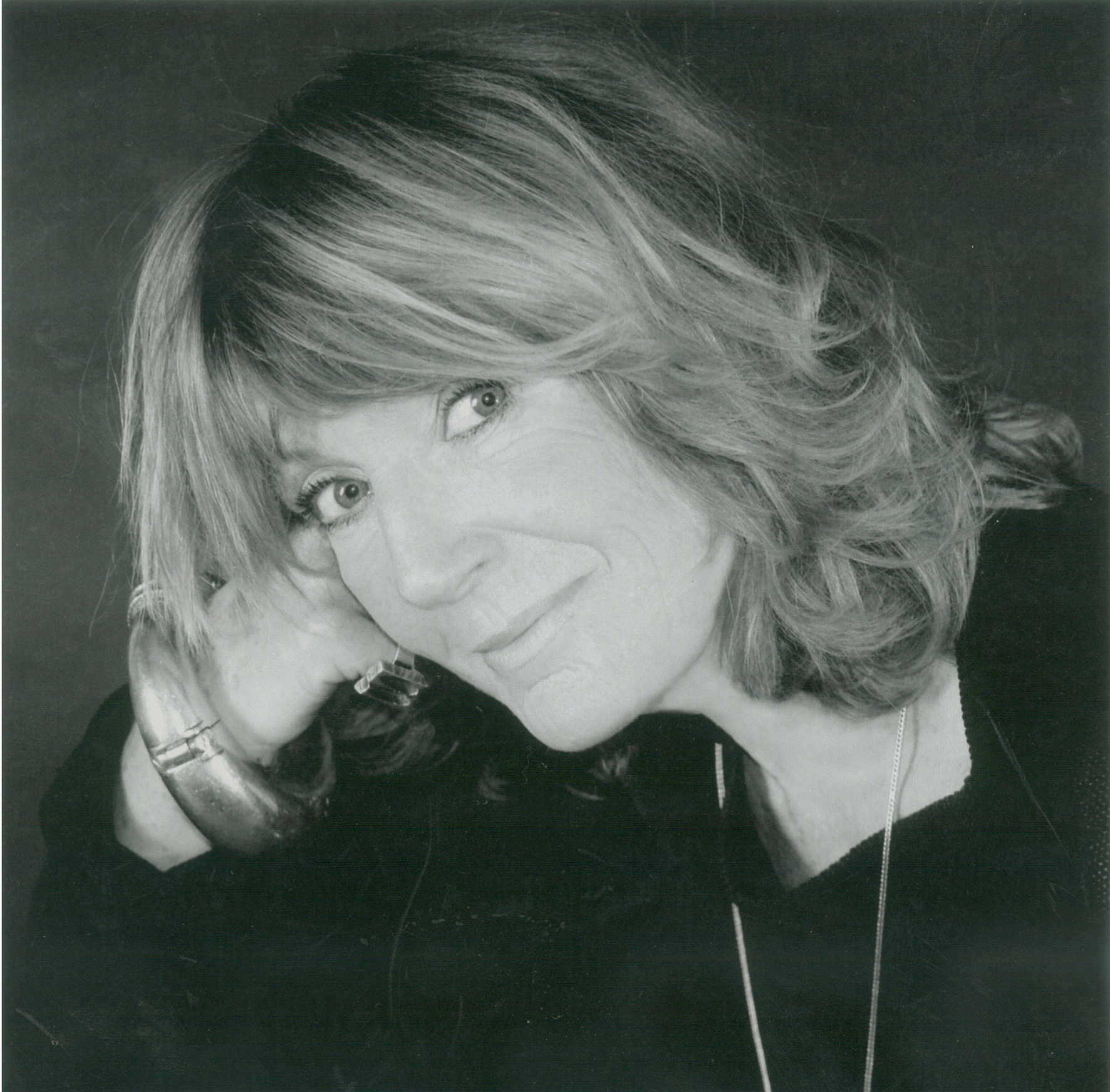
Monica von Rosen (2007)

Monica von Rosen Nestler (* 1. August 1943 in München) ist eine schwedisch-schweizerische Künstlerin, Fotografin und Autorin.

## Leben
Sie wuchs in Grainau bei Garmisch-Partenkirchen bei ihrer Mutter Birgitta Wolf geb. von Rosen auf und besuchte in Garmisch das Lyceum. Danach zog sie nach Schweden wo heute noch ihr Bruder Peter Nestler lebt. 1964 heiratete sie in Stockholm den Schweizer Architekten Peter Baumann und zog nach Luzern. Ihre beiden Töchter wurden 1966 und 1967 geboren. Monica von Rosen Nestler lebt seit 2020, nach 9 Jahren Aufenthalt in Berlin, wieder in Luzern.
Nach ihrer Scheidung entwickelte sie mit Hans A. Pestalozzi im Gottlieb Duttweiler Institut das Zentrum für Bürgerinitiativen COCO und eröffnete dieses 1977 im Heidi Weber Haus von Le Corbusier in Zürich. Ab 1980 arbeitete sie als Architektur- und Reportagefotografin für mehrere Schweizer Zeitungen und zeigte ihre ersten malerischen Fotoarbeiten in Kunstgalerien. Fasziniert von serieller und Sequenzfotografie, nahm Monica von Rosen Fortbildungskurse bei den amerikanischen Fotografen Duane Michals und Nathan Lyons. Sie engagierte sich neben ihrer fotografischen Tätigkeit auch als Galeristin, unter anderem in Stockholm, war Journalistin und Chefredaktorin der feministischen Zeitschrift (in), wurde Verlegerin von Kunstbüchern sowie auch Buchautorin und sie unterrichtete als freie Dozentin für Fotografie an Kunsthochschulen und in Workshops u. a. in Zürich, Arles, Tirana und in Murnau.
Als Künstlerin wurde Monica von Rosen in den achtziger Jahren durch ihre Polaroidbilder international bekannt. Große Aufmerksamkeit erhielten ihre Körperaufnahmen sowie 50 × 60 cm große Originalpolaroid-Bilder. Diese wurden erstmalig 1980 von Allan Porter in der Galerie Arrigo in Zürich vorgestellt und sehr umfassend 1994 von Alain Desvergnes in der Galerie Arena in Arles gezeigt.
Auf ihren Reisen in alle Kontinente hat Monica von Rosen seit 1980 verschiedene Formen des Wassers fotografiert und diese oft sehr abstrakten Bilder im Grossformat auf Papier oder Leinen wiedergegeben. Speziell faszinierte sie schon als junges Mädchen der See Båven im schwedischen Sörmland. Ihre seit 2005 entstandenen poetischen Bilder dieses Sees sind Ausdruck von Stille und Konzentration in der Natur und persönlicher Selbstvergessenheit. „Die Bilder sind eine Hommage an die Vergänglichkeit, an die Achtsamkeit, an die Schönheit, an die Transzendenz“, schreibt. 
Tatjana Myoko von Prittwitz und Gaffron in dem 2007 publizierten Buch „Unsui – Wolken und Wasser“. Die Serie Come a Little Closer aus dem Jahr 2010 zeigt nicht nur die Schönheit des Sees, sondern verweist auch auf das Flüchtige, das Verletzbare, auf die Einsamkeit sowie auf befreiende Leichtigkeit. Die Künstlerin vereint in diesen Arbeiten die präzise Darstellung eines in sich banalen Gegenstandes mit einer Farbkomposition, in der das Motiv ins scheinbar Gegenstandslose übergeht. Die Abstraktion des Seewassers und die Konzentration auf kleinste Details veranschaulichen das Spannungsfeld ihrer künstlerischen Position. 
Seit 2004 erforscht Monica von Rosen die Tagebücher und Briefe von 13 Generationen ihrer Ahninnen und ergänzend dazu, das Archiv des 1890 gegründeten Edelweißförbundet in Stockholm, sowie über dessen Mitglieder. Die bekanntesten spirituell und spiritistisch tätigen Frauen waren die Künstlerin Hilma af Klint und Carin Göring, die erste Frau von Hermann Göring. Julia Voss schreibt in der Publikation „Eine Zeitreise zur Quelle der Inspiration“  zur Ausstellung 2021 „Werksdialog Monica von Rosen – Hilma af Klint“ über den Edelweissförbundet: „Wer sich Séancen im 19. Jahrhundert als einen frommen harmlosen Kaffeeklatsch vorstellt, wird hier eines besseren belehrt. Die Gäste der spirituellen Salons, die von der exzentrischen Gründerin Huldine Beamish (1836–1892) in Stockholm einberufen werden, bilden einen futuristischen Club, der die Regeln von Zeit und Raum aushebelt…“ Die Erforschung ihrer Verwandtschaft und unsere sich schnell wandelnde Kultur, führten zu mehreren Ausstellungen der Künstlerin, erstmals 2007 zu der Sonderausstellung im Schlossmuseum Murnau. „Das Dossier und die Bilder“ und später 2020 u. a. in der Villa Grisebach Berlin „Das wilde Zeichnen“, eine Ausstellung, in der Monica von Rosen zum ersten Mal einige der ca. 300 spiritistischen Botschafts-Zeichnungen aus dem Archiv zeigte. Zurzeit arbeitet sie an einer Publikation und umfassenden Ausstellung: „Das Rote Band“.

## Werke

### Kunstbücher
- Eine Zeitreise zur Quelle der Inspiration, Werksdialog#4: Monica von Rosen – Hilma af Kint, 2021, ISBN 978-3-00-070371-3, (Texte: Julia Voss und Steffen Blunk)
- Unsui – Wolken und Wasser. Edition Scala, 2007, ISBN 978-3-033-01525-8. (Texte: Tatjana M. von Prittwitz und Gaffron und  Marion Strunck)
- Am Anfang war der Blick. Edition Scala, 2003, ISBN 3-03300101-7. (Texte: Elke Seibert, Barbara Hofmann und Christina von Braun)
- Krisis. Edition Scala, 1996, ISBN 3-9520911-0-3. (Text: HW. Schaffnit)
- Monagraphie. Edition Scala, 1994, Monica Nestler – Polaroid ISBN 88-85118-35-6.
- Grand Hotel Brissago. Edition Scala, 1990 und 2. Auflage 1992, ISBN 88-85118-36-4.
- Det vita Korset. Louise Adelborg, Edition Scala, Stockholm 1997, ISBN 91-973044-0-9.

### Kunst-Sammelkataloge
- Connected in Art, Herausgeberin: SGBK Zürich, 2022, neun Künstlerinnen in der Casa Serodine Ascona, ISBN 978-3-033-09162-7
- KUNST bLEiBT, Jahrbuch und Ausstellungskatalog der X-Tro-Ateliers Oberschöneweide Berlin, 2021, ISBN 9783000687723
- Das Polaroid-Projekt DIE EROBERUNG DURCH DIE KUNST , Hirmer Verlag 2017, ISBN 978-3-7774-2873-4
- THE POLAROID PROJECT, At the Intersection of Art and Technology Autoren u. a. William A. Ewing und Barbara Hitchcock, Tames & Hudson 2017, ISBN 978-0-500-54473-0
- KunstBoulevard, Malerei und Fotografie, Herausgeber: Bezirksamt Steglitz-Zehlendorf von Berlin, 2016
- Vom Vergehen, Reflexionen über die Zeitlichkeit. Herausgeber Bezirksamt Steglitz-Zehlendorf von Berlin. 2015.
- Neuerfindung der Fotografie. Herausgeber Bettina Gockel & Hans Danuser. De Gruyter Verlag, Berlin 2014.
- Aktionale II, Verein Berliner Künstler, Ausstellungskatalog Berlin 2014
- Women in Art – Masterpicies of visual Art, The Great female Artistis from the Middle Ages to the Modern Era – 512 Artists. Edition Fuchs, 2013, ISBN 978-3-9503574-1-7.
- From Polaroid to Impossible / Masterpicies of Instant Photographie. The Westlichtcollection, Hatje Cantz Verlag, 2011, ISBN 3-7757-3221-7.
- Art Fair Copenhagen 2011, Text Hans Henrik Rassmussen: Die Seele des Wassers
- A Collector and his Oeuvre, Willem Peppler. Triangle, 2008, ISBN 978-91-633-1366-0. (SE, Texte: Olle Granath, Sean Kelly, Willem Peppler)
- The Polaroid Book. Edition Taschen, 2005, ISBN 3-8228-3072-0. (Text Barbara Hitchcock)
- Polaroid Selection. I, Photographieverlag, 1982, ISBN 3-7231-2200-0. (Texte: Eelco Wolf and Fritz Gruber)
- Schweizer Photographie von 1840 bis heute. Schweizer Stiftung zur Fotografie. Benteli Verlag, 1992.
- Momente des Seins. Sechs Schweizer Fotografinnen: Simone Kuhn Kappeler, Dona de Carli, Monica von Rosen Nestler, Cecile Wick, Muriel Olesen, Tiziana de Sivestro Hirschi. Edition Scala, 1992. (Text: Incognito Ergo Sum, Christina von Braun)
- Aspekte der Schweizer Kunst 1880–1980. Schweizer Institut für Kunstwissenschaft, Zürich 1987. (Text: Jörg Huber)
- La Collezione di Fotografia Svizzera della Banca Gottardo. 1995. (Text: Guido Magnaguagno)
- Collection Galleria Gottardo 1989–1999. Fondazione per la cultura della Banca Gottardo.

### Werke in Museen
- Westlicht Museum Wien, Österreich
- Schlossmuseum Murnau, Deutschland
- Musée de l’Elysée, Lausanne, Schweiz

### Einzelausstellungen (Auswahl)
- 2020 Werksdialog Monica von Rosen – Hilma af Klint, Villa Blunk, Wriezen D
- 2019 XTRO Ateliers Berlin „DAS ARCHIV“
- 2017 Retrospektive in Villa Blunk, Wriezen, Brandenburg D
- 2015 Fotokammer Luzern FOTODOM, Luzern CH
- 2013 Galerie Kunstraum Vitrine, Luzern CH
- 2010 South India Art Museum, Kerala, India
- 2008 Galleria CONS ARC, Chiasso, CH
- 2007 Galerie Urs Reichlin, Küssnacht, CH
- 2007 Xylon Museum Schloss Schwetzingen
- 2005 Sonderausstellung Schlossmuseum Murnau,
- 2004 Galerie Arrigo, Zürich, CH
- 2004 Kunstpanorama Luzern, CH
- 2003 Art Domain Gallery, Port d’Andraxt, ES
- 2003 Zaha Hadid Exposition Hall LF one, Weil am Rhein D
- 2001 Galerie „Die Tür“ Murnau, D
- 1999 INTERARTES „Arbeitsplatz Ägypten“ in Galerie Arrigo, Zürich, CH
- 1999 Galerie „Die Tür“ Murnau, D
- 1998 Galerie SARA 42, Stockholm, SE
- 1995 Galerie SCALA, Locarno, CH
- 1994 Palazzo Isole di Brissago, CH
- 1994 Galerie ARENA, Arles, F
- 1993 Galleria cons arc e Galleria della Banca del Gottardo, Lugano, CH
- 1992 Galleria cons arc, Chiasso CH
- 1989 Municipio Brissago, CH
- 1987 Centro Culturale, Roncchini, CH
- 1986 Galerie NIKON, Zürich, CH
- 1981 Galerie Mobil, Nyon, CH
- 1980 Galerie Arrigo, Zürich

### Gruppenausstellungen (Auswahl)
- 2024 „Unikat Photographie“ in ehem. Galerie Villa Kornfeld, Zürich
- 2024 Norrtälje Konsthall, Schweden
- 2024 National Taiwan Normal University’s Art Museum in Taipe
- 2023 Fundación Pedro Barrié de la Maza, Coruña ES
- 2022 Museo Casa Serodine, Ascona Ti ”Connected in Art"
- 2021 Galerie Schöne Weide, Berlin "KUNST bLEiBT!"
- 2020 Beyond the visible, Haus Kunst Berlin
- 2019 McCord Museum Montreal
- 2018 c/o Berlin „Polaroid Project“ Berlin
- 2018 Villa Blunk, Wriezen Brandenburg
- 2018/2019 National Museum of Singapore
- 2018 Museum für Kunst und Gewerbe Hamburg
- 2017 WestLicht Museum for Photography, Wien
- 2017 Amon Carter Museum of American Art, Fort Worth TX
- 2016 KunstBoulevard Berlin, Kulturamt Steglitz
- 2016 Upstairs Basement, Mossutställningar, Frihamn, Stockholm
- 2015/2016 Galerie Schwartzsche Villa Berlin
- 2015 „Senza Limit“ Galerie Berliner Künstler, Berlin
- 2014 Hembyggdsmuseum Charlottenburgs Gård Solna,  Stockholm
- 2014 Aktionale II in der Galerie Berliner Künstler VBK
- 2014 Galerie Flierli Aktionale II, Berlin
- 2012 Finlands Fotografiska Museum, POLAROID
- 2012 NWR Forum Düsseldorf, Polaroid
- 2011 Fotomuseum Westlicht Wien, Polaroid
- 2010 RIP Arles, Espace Van Gogh, Polaroid
- 2010 Musée de l’Elysée , Polaroid Lausanne CH
- 2009 Visual Echos, F. Fine Gallery, Bejing, China
- 2008 Visionäre Künstler, Papiersaal Sihl City, Zürich, CH
- 2008 Paaraustellung Kunstverein Murnau, DE
- 2006 Kunstpanorama Luzern, CH
- 2003 Kunstpanorama Luzern, CH
- 2000 Galleria Gottardo, Lugano CH
- 1996 Skandinavische Fotobienale Söderhamn, SE
- 1995 Incontri di fotografia a Bellinzona e Mostar
- 1994 Galerie INDEX, Stockholm, SE
- 1993 Museé de l’Elyseé, Lausanne, CH
- 1993 Galleria Gottardo, Bellinzona, CH
- 1992 POLAROID 50 X 60, Galleria Gottardo Lugano, CH
- 1992 Kulturhaus Bayer AG, Leverkusen, CH
- 1988 Wanderausstellung SIK „Aspekte der Schweizer Kunst von 1880–1980“
- 1987 Innerschweizer Kunstszene, Allmend Luzern
- 1987 Galerie Nikon, Zürich, CH
- 1985 HELMHAUS Zürich, CH
- 1983 Galerie Pennings, Eindhoven, H
- 1983 Städtische Galerie Strauhof, Zürich, CH
- 1982 Polaroid Selection ONE, Galerie Walcheturm, Zürich,
- 1982 PHOTOKINA Köln, D
- 2020 Auktionshaus Villa Berlin Griesebach
- „Hilma af Klint und das wilde Zeichnen“ aus dem Privatarchiv von Monica von Rosen

Art Fairs (Auswahl)
- 2015 B.AGL Postbahnhof Berlin
- 2014 Berliner Liste 2014, Postbahnhof Berlin
- 2013 Berliner Liste 2013, Photo Section, Kraftwerk Berlin
- 2011 Copenhagen Art Fair
- 2010 Art Fair Tokyo, Japan
- 2009 Art Fair Lineart Gent, Belgien
- 2007 Kunst 07 Zürich